# Byrne-Fischer (partida de ajedrez)
|    |       |       |    |       |       |       |       |    |  |
|    | a8    | b8 ql | c8 | d8    | e8    | f8    | g8    | h8 |  |
| a7 | b7    | c7    | d7 | e7    | f7 pd | g7 kd | h7    |    |  |
| a6 | b6    | c6 pd | d6 | e6    | f6    | g6 pd | h6    |    |  |
| a5 | b5 pd | c5    | d5 | e5 nl | f5    | g5    | h5 pd |    |  |
| a4 | b4 bd | c4    | d4 | e4    | f4    | g4    | h4 pl |    |  |
| a3 | b3 bd | c3 nd | d3 | e3    | f3    | g3    | h3    |    |  |
| a2 | b2    | c2 rd | d2 | e2    | f2    | g2 pl | h2    |    |  |
| a1 | b1    | c1 kl | d1 | e1    | f1    | g1    | h1    |    |  |
|    |       |       |    |       |       |       |       |    |  |

La partida que ganó el futuro campeón del mundo Bobby Fischer, que entonces tenía 13 años, contra Donald Byrne, fue apodada por Hans Kmoch como la partida del siglo debido a las múltiples combinaciones que el joven Fischer fue capaz de ver y realizar. Se jugó en el torneo Rosenwald Memorial en el Marshall Chess Club de Nueva York, el 17 de octubre de 1956.
Blancas: Donald Byrne.
Negras: Robert Fischer (ganador).
 Apertura: Defensa Grünfeld
1. Cf3 
Jugada sin compromiso de Byrne. La partida puede desarrollarse en varias aperturas.
1… Cf6 2. c4 g6 3. Cc3 Ag7 
Fischer defiende según principios “hipermodernos”, invitando a Byrne a establecer un bastión de peones en el centro, con el fin de atacarlo con su alfil “fianchettado” y otras piezas.
4. d4 0-0
Fischer realiza el enroque, llevando a su rey a una posición de seguridad. La jugada 4…d5 hubiese llevado directamente a la Defensa de Grünfeld. Después de 4…0-0 de Fischer, Byrne podría haber jugado 5. e4, después de lo cual con 5 …d6 6. Ae2 e5 se llega a la línea central de la “Defensa India del Rey”
5. Af4 d5 
La partida ahora se ha traspuesto a la Defensa de Grünfeld, normalmente iniciada con 1. d4 Cf6 2. c4 g6 3. Cc3 d5.
6. Db3 dxc4 
Fischer renuncia a su centro, pero saca la dama de Byrne a una casilla donde está más expuesta y es fácil de ser atacada.
7. Dxc4 c6 8. e4 Cbd7 9. Td1 Cb6 10. Dc5
Una posición incómoda para la dama, la tiene descubierta por un posible Ca4 o Ce4, excelentemente demostrado por Fischer. Ya que ambas de estas piezas están protegidas por los caballos de Byrne en c3, éste probablemente subestimó el peligro. 10. Db3 hubiese dejado la dama mejor ubicada, aunque hubiese sido objeto de ataques adicionales con 10…Ae6
10… Ag4
Los peones de Byrne controlan las casillas del centro. Sin embargo Fischer tiene un mejor desarrollo de sus piezas. Ha realizado el enroque mientras el rey de Byrne aún se encuentra en el medio. Estos factores no son demasiados significativos si Byrne hubiese prestado atención al desarrollo de la próxima jugada.
11. Ag5?
Byrne se equivocó moviendo su alfil una segunda vez en lugar de terminar el desarrollo de sus piezas. (P.ej. 11. Ae2, protegiendo el rey y prepararando el enroque corto) Byrne sin duda pensó que la pequeña ventaja posicional de las negras era transitoria, no anticipando el torbellino que su joven oponente inicia.
11… Ca4!!
”Una de las jugadas más poderosas de todos los tiempos!” (Jonathan Rawson). “Movimiento pasmoso y sensacional” (Mijaíl Botvínnik).
Fischer ofrece un sacrificio ingenioso de un caballo. Si Byrne hubiese jugado 12. Cxa4, Fischer hubiera respondido con 12…Cxe4 dejando a Byrne con algunas alternativas terribles:
```
  13. Dxe7 Da5+ 14. b4 Dxa4 15. Dxe4 Tfe8 16. Ae7 Axf3 17.gxf3 Af8 produce un pincho fatal.
  13. Axe7 Cxc5 14. Axe8 Cxa4 15.Ag5 Axf3 16.gxf3 Cxb2 da Fischer un peón 
  13. Dc1 Da5+ 14. Cc3 Axf3 15. gxf3 Cxg5 devuelve la pieza sacrificada más un peón. 
  13. Db4 Cxg5 14.Cxg5 Axd1 15. Rxd1 Axd4 16. Dd2 Axf2 con ventaja material de Fischer.
```

12. Da3 Cxc3 13. bxc3 Cxe4! 
Fischer ofrece de nuevo material con el fin de abrir la fila y atacar el rey aún sin enroque
14. Axe7 Db6 15. Ac4
Byrne, por supuesto, no acepta el material ofrecido. Si 15. Axf8 Axf8 16. Db3, Fischer analiza que 16…Cxc3! 17. Dxb6 (17.Dxc3?? Ab4 gana la dama) axb6 18. Ta1 Te8+ 19. Rd2 Ce4+ 20.Rc2 Cxf2 21.Tg1 Af5+ le da ventaja para ganar la partida.
 15… Cxc3! 
Ahora si 16. Dxc3, 16… Tfe8 bloquea el alfil al rey, así recupera la pieza sacrificada más un peón.
16. Ac5 Tfe8+ 17. Rf1
Byrne ataca la dama de Fischer; entra la torre de Fischer al escenario y Byrne tiene que mover su rey. Parece que Fischer tiene que resolver este problema de su dama, después de lo cual las blancas juegan 18. Dxc3, ganando la ventaja material.
17…Ae6!!
Esta estratagema estupenda es la jugada por la cual esta partida es tan famosa. En vez de salvar su dama, Fischer ofrece sacrificarla.
18. Axb6?
Byrne acepta el sacrificio, esperando terminar con este joven de 13 años con complicaciones consiguientes. Sin embargo, Fischer obtendrá muchísimo más material por su dama, dejando a Byrne en una partida sin esperanza.
18… Axc4+
Fischer empieza una serie de ‘molinetes’ de ataques a la descubierta, recogiendo material.
19. Rg1 Ce2+ 20. Rf1 Cxd4+ 21. Rg1
```
  21. Td3? axb6 22. Dc3 Cxf3 23. Dxc4 Te1++ (Fischer)
```

 21. Ce2+ 22. Rf1 Cc3+ 23. Rg1 axb6
Fischer captura una pieza y al mismo tiempo ataca la dama de Byrne.
24. Db4 Ta4! 
Las piezas de Fischer cooperan bien entre sí: el alfil de g7 protege el caballo de c3 que protege la torre de a4, que a su vez cubre el alfil en c4 y echa la dama de Byrne.
25. Dxb6
Desafortunadamente, Byrne no tiene mejor jugada que obtener un peón, porque no hay forma de proteger la torre en d1 con su reina.
25…Cxd1
Fischer obtuvo una torre, dos alfiles y un peón por su dama sacrificada, dejándole aproximadamente con una pieza menor de más, suficiente para ganar. Además, la torre de Byrne queda encerrada en h1 y tomará demasiado tiempo (y la pérdida de un peón en f2) para liberarla. Byrne podría retirarse ahora, pero decide continuar hasta el jaque mate. (ver abajo)
26. h3 Txa2 27. Rh2 Cxf2 28. Te1 Txe1 29. Dd8+ Af8 30. Cxe1 Ad5 31. Cf3 Ce4 32. Db8 b5
Observa que cada pieza y peón está protegida, deja la reina de las blancas con nada que hacer.
33. h4 h5 34. Ce5 Rg7
Fischer resuelve el pincho, permitiendo que el alfil se junte al ataque.
35. Rg1 Ac5+
Ahora Fischer “conduce” al rey blanco fuera de su último defensor y usa sus piezas para forzar el jaque mate.
36. Rf1 Cg3+ 37. Re1 Ab4+
Con 37…Te2+ Fischer podría haber dado jaque mate en una jugada menos. (Kmoch)
38. Rd1 Ab3+ 39. Rc1 Ce2+ 40. Rb1 Cc3+ 41. Rc1 Tc2++ 0-1

## Después de la partida
Uno de los estudiantes de ajedrez de Byrne (Dan Heisman) explicó más tarde por qué Byrne siguió la partida en vez de abandonar. «Primero hay que considerar que en el año 1956 nadie podía haber previsto que Bobby Fischer se convertiría en Bobby Fischer. Era simplemente un joven prometedor que jugó una partida excelente contra mí. Cuando me encontré en una posición sin esperanza, pregunté a algunos de los participantes del torneo si sería bonito dejarle ponerme en jaque mate, como una especie de homenaje por su juego estupendo. Contestaron: “Sí, ¿por qué no?” y por eso seguí hasta el final».